# Emil Weyr

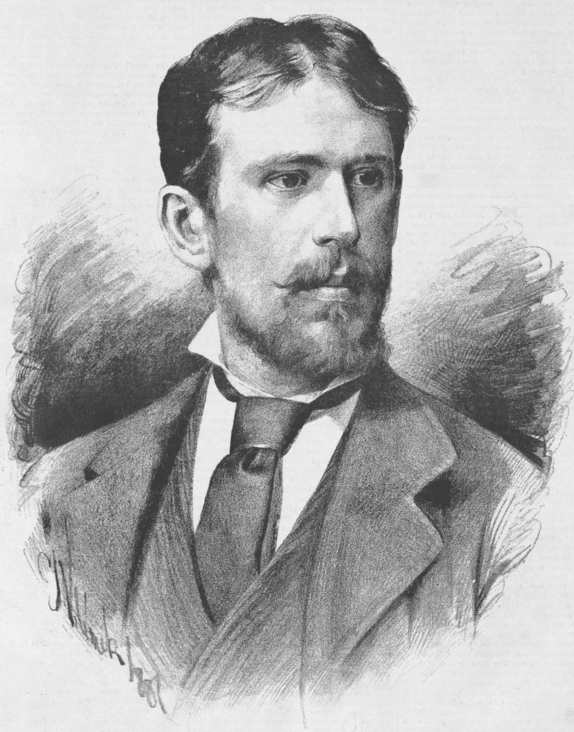
Emil Weyr

Emil Weyr (* 31. August 1848 in Prag; † 25. Jänner 1894 in Wien) war ein österreichischer Mathematiker, der auf dem Gebiet der Geometrie arbeitete.

## Leben
Emil war ein Sohn von Franz Weyr, der 1820 in Nachod geboren wurde und ab 1855 Mathematiklehrer an einer Schule in Prag war; der andere Sohn war Eduard Weyr.
Er besuchte die Realschule an der sein Vater unterrichtete und studierte danach von 1865 bis 1868 am böhmischen Polytechnikum, wo er 1870 bei Otto Wilhelm Fiedler promovierte. Danach wurde er Privatdozent an der Karls-Universität Prag und 1875 an ordentlicher Professor an der Universität Wien. 1890 war er eines der 19 Gründungsmitglieder der Königlich Tschechischen Akademie der Wissenschaften. Er war auch ordentliches Mitglied der Österreichischen Akademie der Wissenschaften in Wien.

## Werk
Gemeinsam mit seinem Bruder war er einer der führenden Vertreter der österreichischen Schule für Geometrie und trug wesentlich zur Verbreitung des geometrischen Unterrichts in Österreich bei. Er veröffentlichte an die 300 Arbeiten, darunter  Die Elemente der projectivischen Geometrie und Über die Geometrie der alten Aegypter.
Zusammen mit Gustav von Escherich gründete er die Zeitschrift Monatshefte für Mathematik und Physik.

## Ehrungen
1888 wurde er zum Mitglied der Deutschen Akademie der Naturforscher Leopoldina gewählt.